# Simon Maurberger
Simon Maurberger, né le 20 février 1995 à Ahrntal, est un skieur alpin italien. Il est spécialiste des épreuves techniques (slalom et slalom géant).

## Carrière
Il fait ses débuts dans des courses FIS en 2010 puis Coupe d'Europe à partir de 2013. En octobre 2014, il prend son premier départ   en Coupe du monde à Sölden. In an plus tard, il marque ses premiers points en Coupe du monde grâce à sa 21e place au slalom géant de Val d'Isère. Il participe à ses premiers Championnats du monde en 2019, où il 23e du slalom géant et 24e du slalom. Avec ses coéquipiers, il obtient la médaille de bronze au Team Event. S'il est auteur de trois top vingt durant la saison 2018-2019 de Coupe du monde, il se fait remarquer surtout en Coupe d'Europe, remportant quatre courses et le classement général.

## Palmarès

### Championnats du monde
| Épreuve / Édition | Slalom | Slalom géant | Par équipes |
| ----------------- | ------ | ------------ | ----------- |
| Mondiaux 2019 Are | 24e    | 23e          | Bronze      |

### Coupe du monde
- Meilleur classement général : 98e en 2019.
- Meilleur résultat : 15e.

| Année/Classement | Général | Général | Descente | Descente | Slalom | Slalom | Slalom géant | Slalom géant | Super G | Super G | Combiné | Combiné |
| Année/Classement | Class.  | Points  | Class.   | Points   | Class. | Points | Class.       | Points       | Class.  | Points  | Class.  | Points  |
| ---------------- | ------- | ------- | -------- | -------- | ------ | ------ | ------------ | ------------ | ------- | ------- | ------- | ------- |
| 2016             | 138e    | 10      | -        | -        | -      | -      | 52e          | 10           | -       | -       | -       | -       |
| 2017             | 122e    | 16      | -        | -        | -      | -      | 44e          | 16           | -       | -       | -       | -       |
| 2019             | 98e     | 50      | -        | -        | 39e    | 34     | 43e          | 16           | -       | -       | -       | -       |

### Coupe d'Europe
- Vainqueur du classement général en 2019.
- 6 victoires (3 en slalom, 2 en slalom géant et 1 en combiné).